# نادي كوبلنتس
نادي كوبلنتس (بالإنجليزية: TuS Koblenz)‏ هو فريق كرة قدم من مدينة كوبلنز في ألمانيا، أُسس بتاريخ 1934، يلعب في Regionalliga Südwest ‏، في Sportpark Oberwerth ‏، يدرب النادي بيتر نويشتتر.

## وصلات خارجية
- صفحة بيانات نادي كوبلنتس على موقع كووورة، تاريخ الوصول: 23 سبتمبر 2018.
- الموقع الرسمي